# Giorgio Bacchi
Giorgio Bacchi (Venezia, 7 agosto 1913 – Siena, 24 novembre 1974) è stato un politico italiano.

## Biografia
Laureato in giurisprudenza, volontario nella campagna di Abissinia partecipò alla battaglia dell'Amba Aradam. Partecipò alla seconda guerra mondiale, ottenendo quattro croci al merito di guerra. Nel 1943 aderì alla Repubblica Sociale Italiana.
Il 12 novembre 1946 assieme a Giorgio Almirante, Cesco Giulio Baghino e altri veterani della Repubblica Sociale Italiana fondò il Movimento Sociale Italiano, di cui fa parte degli organi direttivi fino alla carica di vicesegretario nazionale dal giugno 1969.
Nel 1972 viene eletto senatore, rimanendo in carica fino alla morte, il 24 novembre 1974.